# Diarthrodes pygmaeus
Diarthrodes pygmaeus är en kräftdjursart som först beskrevs av T. Scott och A. Scott 1895. Enligt Catalogue of Life ingår Diarthrodes pygmaeus i släktet Diarthrodes och familjen Thalestridae, men enligt Dyntaxa är tillhörigheten istället släktet Diarthrodes och familjen Dactylopusiidae. Arten är reproducerande i Sverige. Inga underarter finns listade i Catalogue of Life.